# Coccolepididae
I coccolepididi (Coccolepididae) sono una famiglia estinta di pesci attinotterigi appartenenti al sottogruppo dei Chondrostei, vissuti tra il Giurassico inferiore e il Cretaceo inferiore. I loro resti fossili sono stati ritrovati in Europa, Asia, Australia, Nord America e Sud America.

## Descrizione
I membri di questa famiglia erano solitamente di piccole - medie dimensioni, con un corpo robusto e poco slanciato. Solitamente i coccolepididi non superavano i 10 centimetri di lunghezza, ma alcune specie raggiungevano i 25-30 centimetri. La testa era grossa, il muso un po' stretto e gli occhi piccoli. La pinna dorsale, di forma pressoché triangolare, era situata nella parte posteriore del corpo. La pinna anale, di forma e dimensioni simili, era più arretrata. Le pinne ventrali erano molto grandi e poste all'incirca a metà del corpo, mentre quelle pettorali erano leggermente più piccole. La pinna caudale era eterocerca, con il lobo superiore leggermente più grande di quello inferiore. Al contrario di numerosi altri pesci ossei arcaici, i coccolepididi non possedevano scaglie pesanti che ricoprivano tutto il corpo, bensì scaglie piccole, sottili e arrotondate.

### Diagnosi
I membri della famiglia Coccolepididae sono caratterizzati da un insieme distintivo di tratti morfologici. Le ossa dermiche del tetto cranico e la mascella sono ornate da piccoli tubercoli distribuiti regolarmente o da denticoli acuminati. Le scaglie addominali anteriori sono di tipo amioide. Le ossa nasali si toccano solo anteriormente, mentre posteriormente sono separate dalla postrostrale, che è piccola e non raggiunge l’osso rostrale. La mascella possiede una grande placca postorbitale. Il supracleitro è di dimensioni uguali o maggiori rispetto al cleitro.

## Classificazione
I coccolepididi sono considerati rappresentanti basali dei Chondrostei, il gruppo che include anche forme viventi come gli storioni e i pesci spatola.

### Generi inclusi
I generi assegnati alla famiglia Coccolepididae includono:
- †Coccolepis Agassiz, 1843 – Giurassico superiore, Solnhofen, Germania
- †Sunolepis Liu, 1957 – Giurassico superiore o Cretaceo inferiore, Yumen, Gansu, Cina
- †Plesiococcolepis Wang, 1977 – Giurassico inferiore, Hunan, Cina
- †Iyalepis Sytchevskaya, 2006 – Giurassico inferiore/medio, Formazione Cheremkhovskaya, Regione del Lago Baikal, Siberia
- †Morrolepis Kirkland, 1998 – Giurassico superiore, Formazione Morrison, Stati Uniti
- †Condorlepis Lopez-Arbarello et al., 2013 – Giurassico superiore (Oxfordiano-Titoniano), Formazione Cañadón Calcáreo, Provincia del Chubut, Argentina
- †Toarcocephalus Cooper et al., 2024 – Giurassico inferiore, Formazione Posidonienschiefer, Germania
- †Barbalepis Olive et al., 2019 – Cretaceo inferiore (Barremiano - Aptiano), Formazione Sainte-Barbe, Belgio
- †Cacatualepis Bean, 2025 – Giurassico superiore/Cretaceo inferiore, Talbragar (Nuovo Galles del Sud) e Koonwarra (Victoria), Australia

## Importanza paleontologica
I Coccolepididae erano presenti in ambienti d'acqua dolce o lagunari su scala globale tra il Giurassico e il Cretaceo inferiore. 
I Coccolepididae offrono preziose informazioni sulla diversificazione precoce dei condrostei e sulla loro distribuzione paleobiogeografica durante il Mesozoico. La loro presenza in continenti oggi separati suggerisce una larga diffusione nei paleoecosistemi d’acqua dolce e marginali dei supercontinenti Laurasia e Gondwana.